# Rhipidolestes fascia
Rhipidolestes fascia – gatunek ważki z rodziny Rhipidolestidae.